# MorMor
MorMor (* 1992 in Toronto als Seth Nyquist) ist ein kanadischer Sänger und Songwriter.

## Leben
Seth Nyquist wurde im kanadischen Toronto geboren, wo er mit seiner Mutter, der Englischprofessorin  Mary Nyquist, und seiner Schwester aufwuchs. Nyquist sang im Schulchor und spielte Trompete in einer Band.
Nach Ende der Schulzeit begann er ein Studium der Soziologie an der Ryerson University in Toronto. Dieses brach er nach einem Semester ab und einigte sich mit seiner Mutter darauf, sich auf seine musikalische Karriere zu fokussieren. Dazu nahm er Piano- und Gesangsunterricht.
2015 erschien seine Debüt-EP Live For Nothing unter dem Pseudonym MorMor, das er in Anlehnung an seine verstorbene Großmutter gewählt hatte. Diese blieb jedoch weitgehend unbeachtet. 2018 veröffentlichte er die EP Heaven’s Only Wishful über sein eigenes Label Don’t Guess. Das Titelstück der EP erreichte schnell mehrere Millionen Aufrufe bei YouTube und Spotify.
Im November 2022 erschien sein Album Semblance.

## Diskografie
Album
- 2022: Semblance

EPs
- 2015: Live for Nothing
- 2018: Heaven’s Only Wishful
- 2019: Some Place Else

Singles
- 2018: Heaven's Only Wishful
- 2018: Whatever Comes to Mind
- 2018: Waiting on the Warmth
- 2018: Pass the Hours
- 2019: Won't Let You
- 2019: Outside